# Iers Open 2013
Het Iers Open is een golftoernooi op de agenda van de Europese PGA Tour. De 70ste editie werd van 27-30 juni 2013 gespeeld op de Carton House Golf Club in Maynooth.
Het prijzengeld was weer € 2.000.000. Titelverdediger was Jamie Donaldson, die het toernooi in Noord-Ierland met -18 won. Er deden acht voormalige winnaars mee. Paul Casey won het toernooi voor Joost Luiten en Robert Rock.

## Carton House
Het huidige Carton House werd vanaf 1739 gebouwd door de 19e graaf van Kildare. De 20ste graaf van Kildare (tevens eerste graaf van Leinster) trouwde met Emily, achterkleindochter van de Engelse koning Charles II en zij was vooral verantwoordelijk voor de inrichting. Ook kreeg zij 23 kinderen. Haar kleinzoon, de 3de graaf van Leinster, verkocht het huis aan de Royal Dublin Society.
Het bijbehorende landgoed is nu 440 hectare en geheel ommuurd. De rivier de Rye loopt door het landgoed. Er is zalm uitgezet en verder zijn er 80.000 hardhout-bomen geplant aan de rand van het landgoed.
Carton House werd in 2000 verbouwd tot hotel. Op het landgoed liggen twee 18-holes golfbanen, de eerste werd in 2002 ontworpen door Mark O'Meara, de tweede in 2003 door Colin Montgomerie. In 2005 en 2006 werd hier ook het Iers Open gespeeld.

## Verslag
De par van de Montgomerie Course is 72.

### Ronde 1
Joost Luiten was voor de eerste twee rondes ingedeeld met Peter Uihlein en Simon Thornton. Alle drie hadden ze al een toernooi in 2013 gewonnen. Een mooie publiekstrekker.
Na de ochtendronde stond Shane Lowry, die het toernooi als amateur in 2009 won, aan de leiding met 67. 's Middags maakten nog vier spelers dezelfde score, w.o. Joost Luiten, maar allen werden ingehaald door Oscar Florén, die met 66 binnenkwam.

### Ronde 2
Rookie Peter Uihlein, die in 2012 professional werd en in 2013 het Madeira Islands Open won, ging met een birdie op zijn 14de hole (hole 5) aan de leiding net nadat Robert Rock, die in de partij achter hem speelde, een eagle op zijn 13de hole (hole 4) maakte. Beiden stonden daarna op -9. De groep achter hen stond op -7 en bestond uit Joost Luiten, Oscar Florén en José María Olazabal. 's Middags kwam daar Ricardo Santos bij. De score van Lafeber was niet goed genoeg om de volgende rondes te mogen spelen. Derksen maakte op hole 15 een birdie waardoor hij nog net de cut haalde. De 45-jarige Noord-Ier Damian Mooney maakte een hole-in-one op hole 7, een par 3 van 172 meter.

### Ronde 3
Er stond veel meer wind, waardoor er maar twee eagles werden gemaakt, terwijl er in ronde 1+2 achttien eagles op het scoreboard stonden. Pablo Larrazábal en Joost Luiten brachten toch een mooie score binnen en voor Luiten was dat net genoeg om aan de leiding te gaan. Hij was heel tevreden dat hij met die wind geen bogey op zijn kaart had
. Peter Lawrie is met -6 de beste Ier, op de voet gevolgd door Shane Lowry  met -5.

### Ronde 4
Peter Uihlein was geen bedreiging meer voor de eerste plaats. Hij verloor bij ronde 4 zes slagen in de eerste zes holes. Thomas Bjørn had pas zes holes gespeeld toen Luiten afsloeg, en hij stond inmiddels op -9. Hij eindigde in zijn laatste twee toernooien op de 2de plaats en is dus in goede vorm. Pablo heeft soms goede uitschieters, maar is minder consistent. Shane Lowry startte een uur eerder dan Peter Lawrie, die met Peter Uihlein speelde. Hij eindigde als beste Ier.
Joost Luiten gaf zijn overwinning uit handen door twee boven par te spelen. Paul Casey, die met Robert Rock in de partij voor Luiten speelde, had op de laatste hole een eagle gemaakt en op een totaal van -14 kwam, wist meteen dat hij gewonnen had. Luiten en Rock maakten op hole 18 een birdie maar dat mocht niet meer baten. De deelden de 2de plaats.
- Scores

| Naam                 | Score R1 | Score R1 | Nr  | Score R2 | Score R2 | Totaal | Nr  | Score R3 | Score R3 | Totaal | Nr  | Score R4 | Score R4 | Totaal | Nr  |
| -------------------- | -------- | -------- | --- | -------- | -------- | ------ | --- | -------- | -------- | ------ | --- | -------- | -------- | ------ | --- |
| Paul Casey           | 68       | -4       | T7  | 72       | par      | -4     | T21 | 67       | -5       | -9     | T4  | 67       | -5       | -14    | 1   |
| Joost Luiten         | 67       | -5       | T2  | 70       | -2       | -7     | T3  | 66       | -6       | -13    | 1   | 74       | +2       | +2     | T2  |
| Robert Rock          | 69       | -3       | T13 | 66       | -6       | -9     | T1  | 71       | -1       | -10    | 3   | 71       | -1       | -11    | T2  |
| Pablo Larrazábal     | 69       | -3       | T13 | 69       | -3       | -6     | T8  | 66       | -6       | -12    | 2   | 75       | 3        | -9     | 4   |
| José María Olazabal  | 68       | -4       | T7  | 69       | -3       | -7     | T3  | 71       | -1       | -8     | T6  | 72       | par      | -8     | T5  |
| Shane Lowry          | 67       | -5       | T2  | 70       | -2       | -7     | T3  | 74       | +2       | -5     | T21 | 69       | -3       | -8     | T5  |
| Peter Lawrie         | 72       | par      | T67 | 71       | -1       | -1     | T44 | 67       | -5       | -6     | T18 | 71       | -1       | -7     | T10 |
| Ricardo Santos       | 71       | -1       | T34 | 66       | -6       | -7     | T3  | 71       | -1       | -8     | T6  | 74       | +2       | -6     | T15 |
| Oscar Florén         | 66       | -6       | 1   | 71       | -1       | -7     | T3  | 71       | -1       | -8     | T6  | 77       | +5       | -3     | T30 |
| Peter Uihlein        | 67       | -5       | T2  | 68       | -4       | -9     | T1  | 74       | +2       | -7     | T12 | 77       | +5       | -2     | T32 |
| Michael Hoey         | 67       | -5       | T2  | 76       | +4       | -1     | T44 | 72       | par      | -1     | T48 | 71       | -1       | -2     | T32 |
| Robert-Jan Derksen   | 73       | +1       | T80 | 71       | -1       | par    | T60 | 73       | +1       | +1     | T59 | 74       | +2       | +3     | T61 |
| Jean-Baptiste Gonnet | 67       | -5       | T2  | 75       | +3       | -2     | T31 | 75       | +3       | +1     | T59 | 76       | +4       | +5     | T65 |
| Maarten Lafeber      | 73       | +1       | T80 | 73       | +1       | +2     | MC  |          |          |        |     |          |          |        |     |

| Leider |  | Toernooirecord |  | MC = missed cut = cut gemist |  | DQ = disqualified |

## Spelers
| - Felipe Aguilar - Björn Åkesson - Fredrik Andersson Hed - Kiradech Aphibarnrat - Matthew Baldwin - Seve Benson - Thomas Bjørn (2006, 2008) - Richard Bland - Grégory Bourdy - Kristoffer Broberg - Rafa Cabrera Bello - Michael Campbell (2003) - Jorge Campillo - Alejandro Cañizares - Magnus A. Carlsson - Paul Casey - Christian Cévaër - S.S.P Chowrasia - Darren Clarke - Robert Coles - Matteo Delpodio - Robert-Jan Derksen - Chris Doak - Andrew Dodt - Jamie Donaldson (2012) - David Drysdale - Victor Dubuisson - Simon Dyson (2011) - Johan Edfors - Niclas Fasth - Darren Fichardt - Oliver Fisher - Ross Fisher (2010) - Tommy Fleetwood - Mark Foster - Lorenzo Gagli - Stephen Gallacher - Ignacio Garrido | - Jean-Baptiste Gonnet - Ricardo Gonzalez - Estanislao Goya - Richard Green - Emiliano Grillo - Anders Hansen - JB Hansen - Padraig Harrington (2007) - Andreas Hartø - Grégory Havret - Scott Henry - Michael Hoey - Keith Horne - David Howell - Mikko Ilonen - Raphaël Jacquelin - Scott Jamieson - Lasse Jensen - Alexandre Kaleka - Simon Khan - Maximilian Kieffer - Søren Kjeldsen - Espen Kofstad - Jbe' Kruger - Maarten Lafeber - Joakim Lagergren - Moritz Lampert - José Manuel Lara - Pablo Larrazábal - Paul Lawrie - Peter Lawrie - Craig Lee - Thomas Levet - Tom Lewis - Sam Little - Chris Lloyd - Gary Lockerbie - Shane Lowry | - Joost Luiten - Mikael Lundberg - David Lynn - Gareth Maybin - Graeme McDowell - Richard McEvoy - Paul McGinley - Rory McIlroy - Francesco Molinari - James Morrison - Garth Mulroy - Matthew Nixon - Hennie Otto - Chris Paisley - John Parry - Eddie Pepperell - Phillip Price - Julien Quesne - Alvaro Quiros - Richie Ramsay - Eduardo de la Riva - Robert Rock - Brett Rumford (2004) - Ricardo Santos - Jeev Milkha Singh - Joel Sjöholm - Lee Slattery - Matthew Southgate - Richard Sterne - Graeme Storm - Andy Sullivan - Alessandro Tadini - Simon Thornton - Mark Tullo - Peter Uihlein - Dawie Van der Walt - Jaco Van Zyl - Simon Wakefield | - Justin Walters - Paul Waring - Marc Warren - Romain Wattel - Steve Webster - Peter Whiteford - Martin Wiegele - Danny Willett - Fabrizio Zanotti Voormalige winnaars - Richard Finch (2008) - Stephen Dodd (2005) - Søren Hansen (2002) - Patrik Sjöland (2000) - José María Olazabal (1990) Invitaties - Brandon Stone - Alan Dunbar - Gareth Shaw - Rhys Davies - Seamus Power - Damien McGrane Nationale Order of Merit - Donal Gleeson - David E Ryan - Cian McNamara - Barrie Trainor - John G Kelly - David Higgins - Damian Mooney - Brendan McGovern Amateurs - Gavin Moynihan WAGR 48 - Rhys Pugh WAGR 70 - Reeve Whitson WAGR 43 - Kevin Phelan WAGR 32 WAGR= wereldranglijst |